# Metroid Prime
Metroid Prime är ett tv-spel till Nintendo Gamecube utvecklat av Retro Studios och Nintendo. Det är det första 3D-spelet i Metroid-serien, och det utspelar sig mellan Metroid och Metroid II: Return of Samus.
Precis som de tidigare spelen är det ett actionäventyr som fokuserar mycket på utforskande. Större delen av spelet syns i ett förstapersonsperspektiv, som byts ut mot ett tredjepersonsperspektiv när spelaren använder Morph Ball. Det finns flera saker som är lika de tidigare spelen som till exempel Power Beam, Missile Launcher och Varia Suit, men det finns även många nya saker som inte finns i de tidigare, till exempel de olika visiren såsom Combat Visor, Scan Visor och Thermal Visor. X-Ray Visor från Super Metroid gör också en comeback, dock i något annorlunda utförande.

## Spelupplägg
Liksom föregående Metroid-spel tar Metroid Prime plats i en stor, öppen värld med olika områden förbundna med hissar. Varje område har en uppsättning rum separerade med olika slags dörrar, som kan bli öppnade med olika strålar. Spelupplägget handlar om att lösa pussel för att hitta hemligheter, plattformshoppning och att skjuta fiender, i Metroid Prime ofta genom att låsa sitt sikte på fienderna, "lock-on", vilket gör att spelaren kan röra sig fritt och vapnet ändå alltid riktas mot fienden. Spelet är det första i Metroid-serien att använda ett förstapersonsperspektiv istället för sidscrollning.
Protagonisten Samus Aran, som man spelar som, måste resa genom planeten Tallon IV och söka efter 12 Chozo-artefakter som öppnar vägen till nedslagskratern för en meteor fylld med Phazon, samtidigt som man samlar upp uppgraderingar som gör att spelaren kan nå tidigare otillgängliga områden, till exempel Varia Suit som gör att spelaren tål de höga temperaturerna i Magmoor Caverns. Vissa uppgraderingar erhålls efter boss- eller minibosstrider medan andra hittas runt om på planeten.
Head-up displayen simulerar insidan av Samus hjälm, och visar en skadepoängsmätare, en hotmätare för farligt landskap eller material, hur många missiler spelaren har kvar, en radar och en liten 3D-karta över det närmaste området. Genom att trycka Z-knappen kan spelaren se en betydligt mer detaljerad karta över alla områden spelaren har varit i. Vid bosstrider visas även en mätare över bossarnas skadepoäng. Förutom det visas även vilket visir och vilken stråle spelaren använder. Med olika visir ändras dock Head-up displayen. Ett visir innehåller värmekamera och ett annat visar Röntgenstrålning, dessutom finns det en scanner som spelaren kan läsa fienders svagheter med och även samverka med olika mekanismer, till exempel hissar och kraftfält, vilket gör att spelaren kan manövrera dem. Metroid Prime introducerade även ett tipssystem som ger spelaren en ungefärlig uppfattning om var den ska gå.

### Uppgraderingar
Genom spelet måste spelaren samla saker som förbättrar Samus arsenal och dräkt, inkluderat vapen, rustningsuppgraderingar för hennes dräkt och saker som ger nya förmågor. Bland dessa finns Morph ball, som ger Samus förmågan att rulla ihop sig till en boll och komma igenom trånga passager och släppa energibomber, och även Grapple beam som fungerar som en änterhake genom att kunna fästas på särskilda krokar så att Samus kan svinga sig genom luften.
Uppgraderingar från tidigare Metroid-spel finns med, många med nya funktioner. Exempelvis Space Jump som i tidigare spel ger spelaren förmågan att kullerbytta kontinuerligt i luften, gör i Metroid Prime att spelaren kan utföra dubbelhopp, alltså ett extra hopp i luften efter det första. De olika strålarna har även helt nya funktioner.
Metroid Prime är ett av de första Metroid-spelen som förklarar varför Samus inte längre har uppgraderingarna hon fått i tidigare spel. Hon börjar spelet med vissa uppgraderingar, men förlorar dem i en explosion under flykten från Frigate Orpheon.

## Handling
Samus tar emot en nödsignal från Rymdpiraternas forskningsstation Frigate Orpheon, och vid hennes ankomst på stationen upptäcker hon att Rymdpiraterna har bedrivit flera genetiska experiment. De flesta Rymdpiraterna har flytt, men några har stannat eller lämnats kvar, och är antingen dödade eller är döende. Samus utforskar stationen och i dess kärna finner hon en parasitdrottning, en gigantisk muterad version av de annars små varelserna i skeppet. Efter att ha besegrat den faller den ned i stationens kärnreaktor vilket sätter igång stationens självförstörelse. Under hennes flykt från stationen upptäcker Samus att hennes ärkefiende Ridley, nu känd som "Meta Ridley" befunnit sig på stationen. Hon flyr till sitt rymdskepp och beger sig till planeten Tallon IV, som stationen kretsar runt i jakt på Meta Ridley.
Samus landar i Tallon Overworld och upptäcker snart Chozo Ruins (Chozo-ruinerna), resterna av en Chozo-civilisation på Tallon IV som blev förstörd av en meteor som innehöll en radioaktiv substans kallad Phazon och en varelse Chozo kallade för "Masken" (The Worm). Hon får reda på att Rymdpiraterna bedriver experiment med Phazon, och upptäcker även ett tempel byggt av Chozo som innesluter nedslagskratern med varelsen. Det kräver tolv artefakter för att öppnas, vilket Rymdpiraterna försöker göra för att få tag på mera Phazon och hitta varelsen som de har upptäckt där nere med hjälp av analyser. Genom att infiltrera Rymdpiraternas anläggningar och bland annat möta Omega Pirate, en kraftfull Rymdpirat ingjuten med Phazon, lyckas hon samla alla artefakter, dräpa Meta Ridley och slutligen besegra varelsen i nedslagskratern, Metroid Prime.

## Bossar
Metroid Prime innehåller ett antal bossar som viktiga för spelets handling.

### Parasite Queen
I Rymdpiraternas forskningsstation har Rymdpiraterna utfört genetiska experiment på olika varelser. Flera har misslyckats, dock inte Parasitdrottningarna, som har varit en framgång och gjort att hela experimentet har lyckats. Tre parasitdrottningar har skapats, men när två av dem flydde skapade de förödelse i skeppet. En blev dödad, medan den andra flydde in till stationens kärnreaktor. Samus strider mot den och efter dess död faller den ned i reaktorn vilket sätter igång stationens självförstörelse. Den tredje parasitdrottningen hade tills stationens reaktor blev instabil varit kvar i sin tank som den förvarades i, men vaknar sedan och försöker fly. Den blir direkt dödad av några av de kvarvarande rymdpiraterna. 

### Flaahgra
När Samus anländer är allt vatten förgiftat i Chozo Ruins.  Efter ett tag hittar hon den ansvarige, en enorm muterad växt, kallad Flaahgra, som har slagit sig ned i en solkammare, då den behöver massor av solljus för att överleva. Den har ett hårt yttre skal, och är därför endast sårbar i de inre partierna. För att döda den behöver Samus först välta ett antal speglar så att Flaahgra inte längre får tillgång till solljus, och sedan rulla in i en tunnel till växtens rot och placera bomber. När den besegras erhålls Varia Suit, som gör att Samus tål höga temperaturer, och allt vatten i Chozo Ruins blir rent.

### Thardus
Rymdpiraterna experimenterade med att ingjuta Phazon i icke levande ting för att se om det påverkades likadant som levande organismer. "Project Titan", som det kallades, resulterade i Thardus, ett enormt monster gjort av stenblock. Då den ansågs för farlig placerades den i karantän och det är i detta tillstånd Samus stöter på den. Genom att rulla ihop sig till en boll eller skjuta isstrålar och stenar skadar sin motståndare. Thardus orsakar även snöstormar för att få övertaget, och efter dess omintetgörande erhålls Spindelbollen (Spider Ball).

### Omega Pirate
Rymdpiraterna har även bedrivit experiment med Phazon även på Rymdpirater, och resultatet har blivit så kallade Elite Pirates, Phazon Elites och Omega Pirate. Omega Pirate är höjden av projektet och är en enorm Rymdpirat som får sin kraft av Phazon, vilket den även kan absorbera för att återfå styrka. Den har ett stort vapenartilleri och kan bara tillfälligt skadas på sina extremiteter. När den blir det gör den sig osynlig för blotta ögat. Dock är den då sårbar för missiler. När den besegras faller den på Samus, varefter Phazon Suit och Phazon Beam erhålls.

### Meta Ridley
Efter att Rymdpiraterna hade tagit Ridleys kvarlevor och utvecklat dem, blev det till Meta Ridley, en teknologiskt modifierad och mörkare version av Ridley. När Samus har samlat alla tolv Chozo-artefakter och återvänt till Artefakttemplet, kommer Ridley flygande och attackerar henne. Genom att spruta eld, ramma henne, piska med svansen och dyka ned henne, förstör Meta Ridley även artefaktmonumenten. Meta Ridleys enda svaghet återfinns på magen, men när han har skadats tillräckligt mycket brinner hans vingar upp, och han landar på marken nära Samus. Där tvingas Samus in i närstrid med honom och måste nu även skjuta i hans mun, samtidigt som hon undviker hans kraftfulla ramningar och diverse andra attacker.
Till slut när han besegras, dyker även ett antal Chozo Ghosts (Chozo-spöken) upp, och tilldelar Meta Ridley nådastöten så att han besegrad faller ned för ett stup. Därefter hjälper spökena Samus att komma till Impact Crater, det sista området i spelet, genom att skapa en portal.

### Metroid Prime
Metroid Prime är väktaren över allt Phazon på Tallon IV, och den finns djupt inne i Impact Crater. Den liknar en stor, svart spindel och har muterat oerhört kraftigt av Phazon. Metroid Prime har lyckats göra sig osårbar mot alla Samus vapen, dock inte alla på en och samma gång. Genom att byta vapen efter dess svaghet kan den såras. Till dess attacker finns flera projektiler som den skjuter, och även att snabbt ramma Samus.
Efter att ha jagat Metroid Prime genom fem förkammare, lyckas den till synes besegrad kravla sig in i ett sista rum där dess kärna tar sig ut ur sitt skal och möter Samus ytterligare en gång.

### Metroid Prime (kärnan)
Detta är den sista bossen i spelet och Samus möter den efter att ha besegrat Metroid Primes yttre kropp. Den liknar en stor, blå bläckfisk och är osårbar för alla Samus vapen, utom Phazon Beam. Tills nu har Samus inte kunnat använda den, men när Metroid Prime attackerar skapas en liten pöl av flytande Phazon. Om Samus ställer sig i den laddas Phazon Beam upp och kan avfyras med extrem hastighet. Dess attacker är att skapa vågor av energi som färdas på marken, och även att skapa Metroids som anfaller Samus. Till en början vanliga Metroids, sedan Hunter Metroids och sist Fission Metroids. Den kan även göra sig osynlig så att Samus antingen måste använda Thermal Visor eller X-Ray Visor för att se den.
När den är besegrad har spelaren klarat spelet och efteråt får man se hur Metroid Prime förvandlas till en konstig blob. Tentakler kommer ut från den och tar tag i Samus, och lyckas dra av hennes Phazon Suit. Allt Phazon i närheten exploderar och Samus flyr medan grottan rasar ihop.

## Slut
Metroid Prime har olika slut beroende på hur många saker spelaren har samlat på sig genom spelet.
- 74% eller mindre: Efter att ha besegrat Metroid Prime förlorar Samus sin Phazon Suit och flyr. Hon kallar på sitt skepp och tittar på medan templet exploderar. Precis när hon ska ta av sig hjälmen börjar listan över medverkande rulla.[10]

- 75% till 99%: Efter att ha besegrat Metroid Prime förlorar Samus sin Phazon Suit och flyr. Hon kallar på sitt skepp och tittar på medan templet exploderar. Hon tar av sig hjälmen och stirrar på det förstörda templet i några sekunder tills listan över medverkande börjar rulla.[10]

- 100%: Efter att ha besegrat Metroid Prime förlorar Samus sin Phazon Suit och flyr. Hon kallar på sitt skepp och tittar på medan templet exploderar. Hon tar av sig hjälmen och stirrar på det förstörda templet i några sekunder tills listan över medverkande börjar rulla. Efter ett tag får spelaren se hur kameran flyttas till en pöl av Phazon i grottan där Samus mötte Metroid Prime. En svart och röd metallhand slår sig ut från pölen, och sedan exponerar ett öga i handflatan som börjar titta runt i rummet, ett förebådande om Dark Samus uppkomst i Metroid Prime 2: Echoes.[10]

## Mottagande och utmärkelser
| Mottagande                | Mottagande              |
| Samlingsbetyg             | Samlingsbetyg           |
| Tjänst                    | Betyg                   |
| ------------------------- | ----------------------- |
| Gamerankings              | 96,33% (87 recensioner) |
| Metacritic                | 97/100 (70 recensioner) |
| Recensionsbetyg           |                         |
| Publikation               | Betyg                   |
| 1UP.com                   | A+                      |
| Edge                      | 9/10                    |
| Electronic Gaming Monthly | 10/10                   |
| Famitsu                   | 33/40                   |
| Game Informer             | 9,5/10                  |
| Gamespot                  | 9,7/10                  |
| Gamespy                   | [ 18 ]                  |
| IGN                       | 9,8/10                  |
| Nintendo Power            | [ 20 ]                  |

Metroid Prime blev ett av de mest sålda spelen till Nintendo Gamecube med över 2 miljoner sålda spel.
Det blev även kritikerrosat med bland annat ett perfekt betyg från Electronic Gaming Monthly och Nintendo Power och flera "Årets spel"-priser. Det blev prisat för sin detaljerade grafik, med specialeffekter och varierade miljö, fantastiska musik och ljudeffekter, bandesign, uppslukande atmosfär och innovativa spelupplägg inriktat på att utforska till skillnad från actionspel som Halo: Combat Evolved, samtidigt som det håller Metroid-formeln troget.
Kritik fokuserade på det ovanliga kontrollsystemet, som Game Informer kallade "besvärligt", avsaknaden av fokus på handling, vilket fick Entertainment Weekly att jämföra det med "ett arkadspel från 1990-talet, fylld med massor av stridssekvenser, spektakulära visuella effekter - och en ganska svag handling", och backtracking, som GamePro uppgav att oerfarna spelare "kan finna det jobbigt att fortsätta besöka samma områden om och om igen".
På GameRankings är Metroid Prime det tionde högsta rankade spelet någonsin recenserat, med en genomsnittlig poäng på 96,33%, vilket även gör det till det näst högst rankade spelet av den sjätte generationen, bakom Soul Calibur för Sega Dreamcast.
Metroid Prime blev även vald i många listor över de bästa spelen: 24 i IGN:s Topp 100, 29 i en hundraspelslista vald av GameFAQs-användare, och 10 i Nintendo Powers "Topp 200 Nintendospel någonsin". GameSpy valde det som det tredje bästa Gamecube-spelet någonsin, bakom The Legend of Zelda: The Wind Waker och Resident Evil 4, medan IGN valde den som etta i en liknande lista. Nintendo Power rankade spelet som det sjätte bästa spelet från 2000-talet. När tidskriften Super Play år 2003 utnämnde sina hundra bästa spel genom tiderna hamnade Metroid Prime på plats 18 och Empire placerade spelet på plats 47 på deras lista "The 100 Greatest Games of All Time". WatchMojo.com placerade Metroid Prime på plats 4 på deras lista "Top 10 Video Game Reboots" och på plats 2 på deras lista "Top 10 Video Games of the 6th Generation".
Metroid Prime vann ett stort antal priser,  här är ett urval:
| År   | Enhet                          | Kategori                                    | Resultat        |
| ---- | ------------------------------ | ------------------------------------------- | --------------- |
| 2002 | Edge                           | Editor's Choice, Game of the Year           | Vann            |
| 2002 | Electronic Gaming Monthly      | Platinum Award, Game of the Year            | Vann            |
| 2002 | GameSpot                       | Game of the Year                            | Vann            |
| 2002 | GameSpy                        | Editor's Choice, Game of the Year           | Vann            |
| 2002 | IGN                            | Editor's Choice, Best GameCube Game         | Vann            |
| 2002 | IGN                            | Game of the Year                            | Tvåa            |
| 2002 | Interactive Achievement Awards | Console First-Person Action (sjätte årliga) | Vann            |
| 2002 | Nintendo Power                 | Game of the Year                            | Vann            |
| 2003 | Club Nintendo Awards           | Bästa Nintendo-spel                         | Tvåa            |
| 2003 | Club Nintendo Awards           | Bästa grafik                                | Vann            |
| 2003 | Club Nintendo Awards           | Bästa ljud/musik                            | Delad 1:a-plats |
| 2003 | Game Developers Conference     | Game of the Year Excellence in Level Design | Vann            |

## Trivia
- I Nordamerika släpptes spelet samtidigt som Metroid Fusion, trots att det i resten av världen släpptes efteråt.[49]

- Genom att länka Metroid Prime med Metroid Fusion till Game Boy Advance erhålles en spelbar version av den ursprungliga versionen av Metroid. Även Samus Fusion-rustning kan bäras om man länkar båda spelen.[50]

- Det finns sju områden i spelet, varav sex av dem är sammanlänkade. Endast Frigate Orpheon, Rymdpiraternas forskningsstation, är inte det, eftersom den besöks i början av spelet och sedan lämnas. Dock har det senare kraschat i Tallon Overworld, det växtliga området där Samus landar med skeppet, så att hon åter kan besöka det när det är vattenfyllt, som en del av Tallon Overworld. Andra områden på planeten är Chozo Ruins, där Chozo en gång hade en civilisation, men numera bara består av ruiner, Magmoor Caverns, lavafyllda tunnlar under marken med extrem hetta, Phendrana Drifts, en kall snövärld, Phazon Mines, gruvorna där Rymdpiraterna utvinner Phazon och har sitt starkaste fäste på planeten, och slutligen Impact Crater, där slutbossen Metroid Prime befinner sig.[51]

- Innan Samus strider mot Meta Ridley kan han ses två gånger. Först på Frigate Orpheon där han bryter sig loss från ett antal kablar som håller fast honom, och sedan flyger mot Tallon IV varefter Samus följer efter med sitt rymdskepp, och sedan i Phendrana Drifts där han ses flyga bortåt högt ovanför Samus utan att till synes lägga märke till henne.[52]

- Förutom de ordinarie bossarna finns det även sju minibossar; "Hive Mecha", "Plated Beetle" och "Incinerator Drone" i Chozo Ruins, "Sheegoth" i Phendrana Drifts och "Elite Pirate", "Cloaked Drone" och "Phazon Elite" i Phazon Mines.[53]

- Magmoor Caverns är det enda området i spelet där det varken finns en boss eller en miniboss.[51]